# Conostegia tenuifolia
Conostegia tenuifolia är en tvåhjärtbladig växtart som beskrevs av John Donnell Smith. Conostegia tenuifolia ingår i släktet Conostegia och familjen Melastomataceae.
Artens utbredningsområde är Costa Rica. Inga underarter finns listade i Catalogue of Life.